# Солнцево (Чаплигінський район)
Солнцево (рос. Солнцево, раніше Ярославка) — село Чаплигінського району Липецької області, розташоване поблизу річки Станова Ряса. За деякими даними це місце народження Владислава Суркова.